# Hrubý vrch (Západní Tatry)
Hrubý vrch (polsky Jarząbczy Wierch) je hora o nadmořské výšce 2137 m nacházející se v hlavním hřebeni Západních Tater.

## Přístup
Vedou na něj značené turistické chodníky z ústí Úzké doliny, Jamnickou dolinou a Račkovou dolinou a hřebenem Otrhanců.